# William S. Flynn (Politiker)

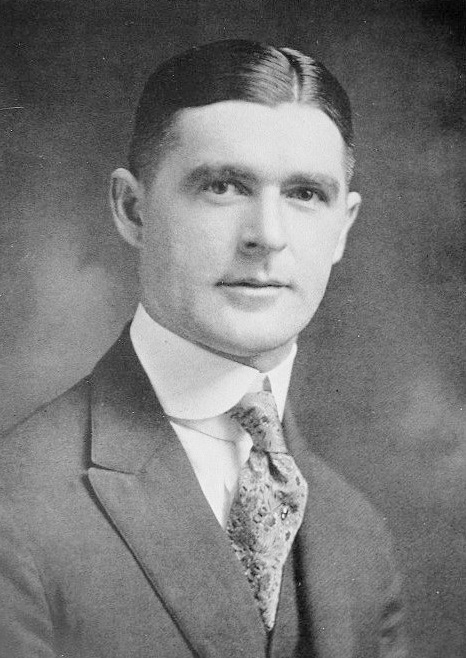
William Smith Flynn

William Smith Flynn (* 14. August 1885 in Providence, Rhode Island; † 4. März 1965) war ein US-amerikanischer Politiker und von 1923 bis 1925 Gouverneur des Bundesstaates Rhode Island.

## Frühe Jahre und politischer Aufstieg
William Flynn besuchte bis 1907 das College of the Holy Cross in Worcester. Danach studierte er bis 1910 an der juristischen Fakultät der Georgetown University Jura. Nach seiner Zulassung als Rechtsanwalt begann er in Providence in seinem neuen Beruf zu arbeiten. Politisch war Flynn Mitglied der Demokratischen Partei. Zwischen 1912 und 1923 war er Mitglied des Repräsentantenhauses von Rhode Island. Seit 1922 war er Fraktionsleiter der Demokraten.

## Gouverneur von Rhode Island
Aufgrund einer Spaltung innerhalb der Republikanischen Partei konnte Flynn die Gouverneurswahlen des Jahres 1922 gewinnen. Er trat sein neues Amt am 2. Januar 1923 an und konnte es bis zum 6. Januar 1925 ausüben. Seine Amtszeit war von zeitweise turbulenten Sitzungen des Abgeordnetenhauses überschattet. Das führte zur zeitweiligen Handlungsunfähigkeit des Parlaments und zur Blockade vieler Vorlagen.

## Weiterer Lebenslauf
Nach Ablauf seiner Gouverneurszeit bewarb sich Flynn 1924 erfolglos um einen Sitz im US-Senat. Von 1933 bis 1934 war er Vorsitzender einer Beraterkommission der Verwaltungsbehörde, die öffentliche Aufträge vergab (Public Works Administration). Während des Zweiten Weltkriegs war er Abteilungsleiter der zivilen Verteidigungsbehörde in Rhode Island. Außerdem war er Kurator einiger Krankenhäuser. William Flynn starb im März 1965. Er war mit Virginia W. Goodwin verheiratet.